# Dom św. Kolety i kaplica Felicjanek w Uhnowie
Dom św. Kolety i kaplica Felicjanek w Uhnowie – rzymskokatolicka placówka o charakterze zakonnym i oświatowym, prowadzona przez ss. felicjanki, funkcjonująca w Uhnowie w latach 1877–1951.

## Historia
Pierwsze próby sprowadzenia ss. Felicjanek do Uhnowa w celu powierzenia im prowadzenia szkoły dla dziewcząt miejscowy proboszcz ks. Józef Motyl czynił już w r. 1867, a więc w tym samym czasie, kiedy felicjanki przybyły do Bełza (w tym samym celu). W ramach wsparcia fundacji zapisał siostrom niewielki, drewniany domek pod przyszłą placówkę. Starania zakończono sukcesem dopiero 10 lat później, pierwsze zakonnice przybyły do Uhnowa jesienią 1877 roku, a w kolejnym otwarły szkołę.
Kaplicę rozpoczęto budować w r. 1889, ukończono w r. 1890, a poświęcono w styczniu 1891.
W kilka lat później rozpoczęto starania o budowę nowego budynku dla felicjanek. W r. 1894 plany nowej szkoły i domu zakonnego przygotował murarz z Uhnowa Leopold Mazurek, a budowa ruszyła w roku następnym wraz z poświęceniem kamienia węgielnego. Szkoła była gotowa 28 września i rozpoczęła działalności 1 października 1895.
Rosnąca liczba uczniów doprowadziła do potrzeby rozbudowy budynku, która nastąpiła w maju 1913 roku, trwała pół roku i obejmowała nadbudowę piętra i podwyższeniu przylegającej do niej  kaplicy. Pracami ponownie kierował Leopold Mazurek nie pobierając za nie pensji.
W trakcie I wojny światowej aktualnie okupujące Uhnów wojska urządziły w szkole szpital dla rannych żołnierzy. Po zakończeniu działań wojennych siostry powróciły do prowadzenia szkoły powszechnej, siedmioklasowej. Została ona zamknięta przez władze radzieckie w r. 1939, podczas niemieckiej okupacji Uhnowa w 1944 roku ukraiński zarząd miasta zmusił felicjanki do opuszczenia placówki. Siostry na krótko wyjechały do Szczepanowa. Z powrotem w Uhnowie zjawiły się jesienią 1945 roku i ponownie rozpoczęły prowadzenie szkoły. Tę zamknięto po zmianie granic w r. 1951. W kolejnym roku budynku pofelicjańskie zostały przeznaczone na szkołę podstawową, która mieści się tam do dzisiaj.

## Architektura
Kompleks budynków składa się: z parterowego skrzydła szkoły, przylegającego do niej dwupiętrowego budynku klasztoru i z kaplicy. Kaplicę i przystawiony do niej z boku klasztor dobudowano do krótszego boku szkoły w ten sposób, że kaplica nie miała fasady i widziana była od dłuższego boku. Szkoła i klasztor nie miały podziałów elewacji, natomiast kaplica podzielona była uskokowymi przyporami. Prezbiterium kaplicy zostało zamknięte trójbocznie. W kaplicy znajdował się neogotycki ołtarz, który został zniszczony po opuszczeniu Uhnowa przez felicjanki.
Najprawdopodobniej do kaplicy Felicjanek został przygotowany przez Ferdynanda Majerskiego projekt dębowych, stylizowanych drzwi, opatrzony sygnatura i datą 1908.